# Temnothorax michali
Temnothorax michali is een mierensoort uit de onderfamilie van de Myrmicinae. De wetenschappelijke naam van de soort is voor het eerst geldig gepubliceerd in 2004 door Radchenko.